# Římskokatolická farnost Nové Hrady
Římskokatolická farnost Nové Hrady je územním společenstvím římských katolíků v rámci vikariátu České Budějovice – venkov českobudějovické diecéze.

## O farnosti

### Historie kláštera
Klášter na Nových Hradech byl dokončen roku 1686 jako klášter řádu servitů. Jeho hlavním posláním byla správa novohradské farnosti a okolních vesnic. Patřil do české provincie servitského řádu, kterou tvořilo celkem osm klášterů. Po josefínských reformách však zbyly jen dva. Jedním z ponechaných byl i klášter na Nových Hradech. Nyní však hrozil zánik i jemu z důvodu kriticky nízkému počtu řeholníků. V roce 1886 byla česká provincie zrušena a zdejší klášter byl začleněn do provincie tyrolské. Nový rozkvět ukončil konec druhé světové války, kdy muselo odejít deset z dvanácti mnichů. Poslední dva byli vyhnáni v noci z 13. na 14. dubna 1950. Od té doby sloužil jako kasárna do roku 1987. Po pádu železné opony mohl servitský řád zažádat o navrácení majetku, díky stále žijícímu poslednímu řeholníkovi P. Kazimíru Jindrovi. Po jeho vydání zpět byl kompletně zrenovován do dnešní podoby.

### Historie kostela sv. Petra a Pavla
První zmínka pochází z roku 1284. Kostel byl však spolu s celým městem zničen Tábority. Nynější kostel se začal stavět po roce 1500, ale pro neutěšený stav města a jeho financí byl dokončen roku 1590. Kvůli pozdnímu dostavění se tak jedná o nejmladší ucelenou gotickou památku v Čechách. Cibulovou báň věž obdržela v roce 1726. Duchovní správu obstarávali cisterciáci z vyšebrodského kláštera až do založení místního kláštera. Interiér kostela je zařízen barokně.

### Současnost
V současnosti v klášteře sídlí řád Rodiny Panny Marie, jemuž byl předán 30. září 2006 z důvodu nedostatku Servitů. Od té doby nese jméno Klášter Božího Milosrdenství. Ve společenství Rodiny Panny Marie žijí kněží, řeholní bratři a sestry. Každý pátek, vyjma letních prázdnin a církevních svátků (např. Velký Pátek), se zde koná dětská mše svatá a hry pro děti. Klášter pořádá klášterní slavnosti a adventní trhy. V lété se zde koná také farní tábor pro děti z okolí.

## Bohoslužby
Každého 13. dne v měsíci (kromě neděle, tehdy 12.) se mše svaté nekonají z důvodu pořádání „Fatimského dne“ v poutním kostele Panny Marie Těšitelky na Dobré Vodě.
| Kostel                   | Místo      | Bohoslužba                                       | Bohoslužba                           | Poznámka |
| ------------------------ | ---------- | ------------------------------------------------ | ------------------------------------ | --- |
| Kostel sv. Petra a Pavla | Nové Hrady | neděle pondělí úterý středa čtvrtek pátek sobota | 9:00 17:00 16:30 8:00                | Mše svaté od pondělí do čtvrtka se v zimním období slouží v klášterní kapli, v pátek v sálu Panny Marie v klášteře. V pátek ve školním roce v 16:30 se koná dětská mše svatá, v období letních prázdnin se přesouvá na 17:00. |
| Kaple v Byňově           | Byňov      | středa                                           | 18:00                                | |
| Kaple v Hranicích        | Hranice    | sobota                                           | 18:00 (letní čas), 17:00 (zimní čas) | Mše s nedělní platností. |